# Есслінген-на-Некарі
Есслінген-на-Некарі (нім. Esslingen am Neckar) — місто та громада в Німеччині, районний центр, розташований в землі Баден-Вюртемберг. Є центром району Есслінген та входить до його складу. Підпорядковується адміністративному округу Штутгарт. Населення становить 91 869 чоловік (станом на 31 грудня 2010 року). Займає площу 46,43 км². Офіційний код — 08 1 16 019. Місто поділяється на 23 міських райони.

## Назва
Місто розташоване на річці Неккар, звідки і походить його назва.

## Географія

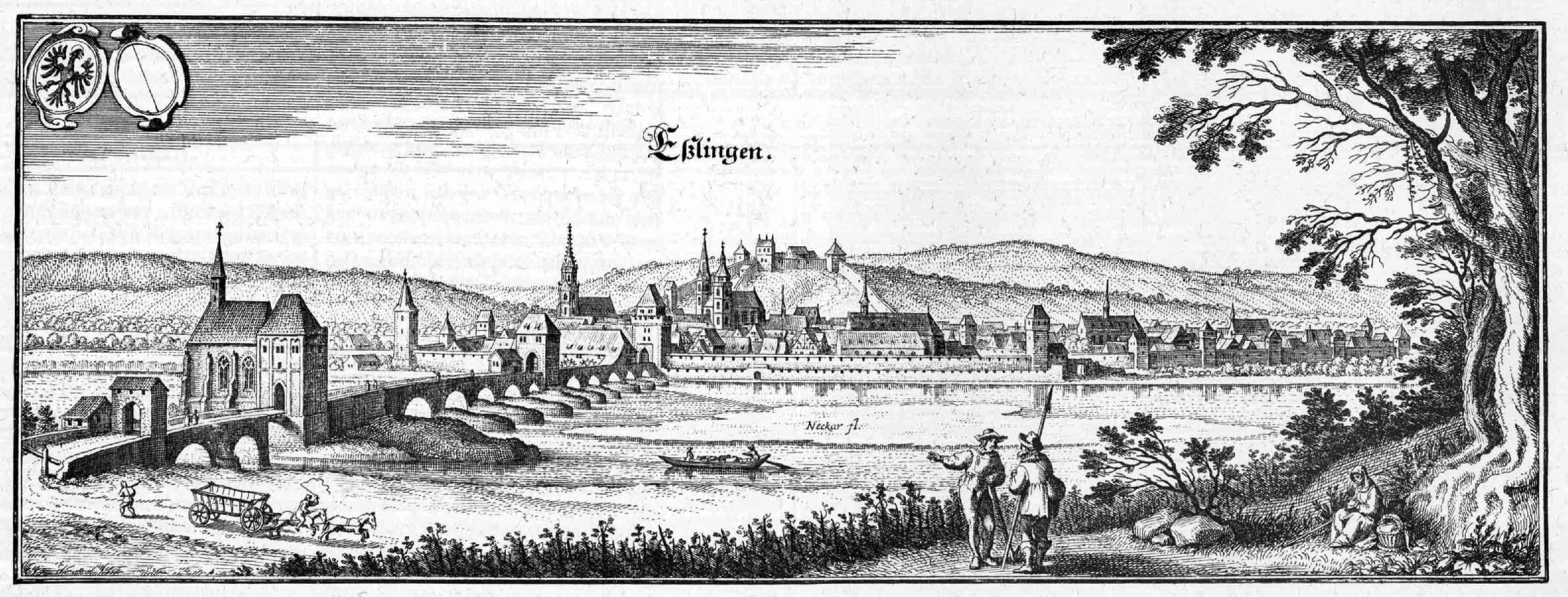
Вид на Есслінген із «Topographia Suaviae» Маттеуса Меріана (1643/1656)

Есслінген-на-Некарі розташований в одному з вузьких місць долини річки Некар, на південний схід від Штутгарту. Річка перетинає міську територію з південного сходу на північний захід, залишаючи старе місто на північ від неї. Тут також знаходиться гребля Еслінгена (нім.). Починаючи свій шлях з території громади Альтбах, Некар спочатку тече по міському району Цель (Zell (нім.)) і залишає міську територію між районами Метінген (Mettingen (нім.)) та Вайль (Weil (нім.)) у напрямку Штутгарта.

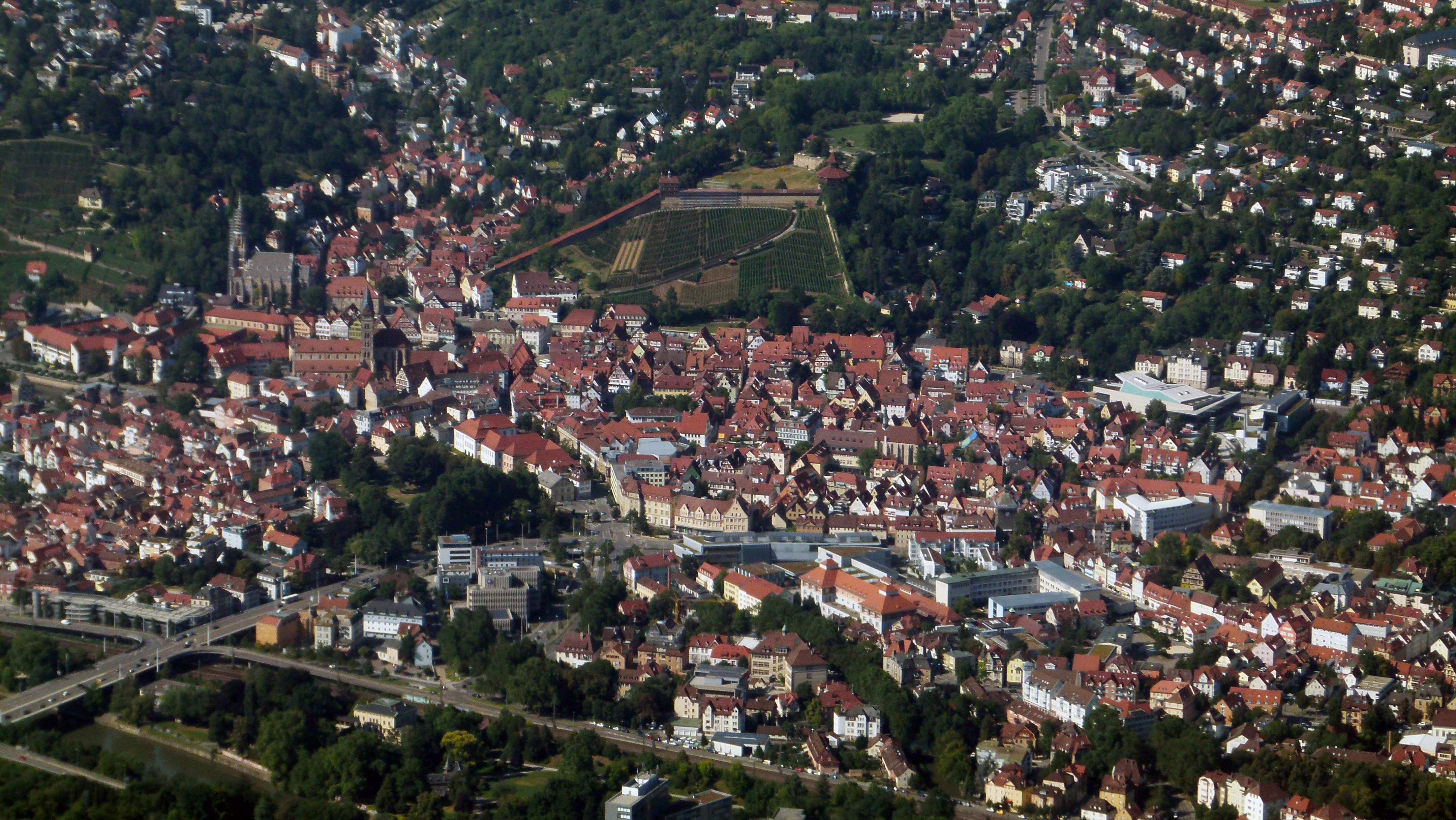
Вид на старе місто Есслінген

На сході Есслінген-на-Некарі досягає рівня гірського хребта Шурвальд (Schurwald (нім.)), а на півдні його передгір'я простягаються до рівнини Фільдер. Висота міста над рівнем моря коливається від 230 метрів у долині Некар до 498 метрів у Шурвальді.
Муніципальна площа Есслінгена складає 4643 га. З них 1193 га займає ліс та 112 га — вода. Виноградники, що належать виноробному регіону Вюртемберг, вирощують на 93 га. Інші 1662 гектари — забудована земля, з майданами, дорогами та залізничними коліями, на якій проживає близько 95 000 городян.

## Історія

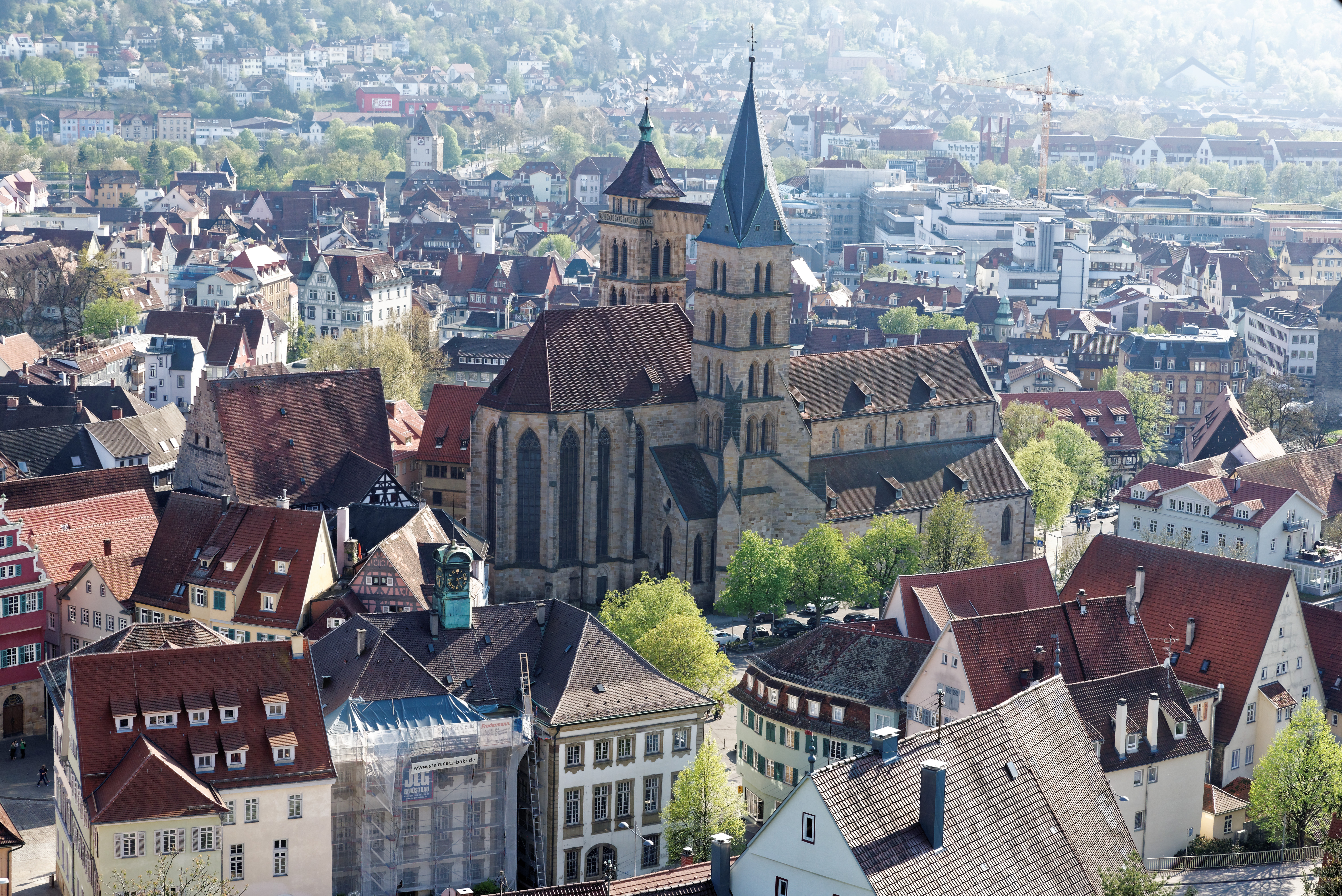
Вид на міську церкву

Згідно з наявними письмовими джерелами, місто Есслінген-на-Некарі засновано у VIII столітті. У 1181 році стало вільним імперським містом, а в 1803 втратив незалежність і було включено до складу герцогства Вюртемберг.
У 1796 році поблизу міста сталось зіткнення французьких військ, під начальством Жана Моро, з австрійцями.
Есслінген-на-Некарі - одне з трьох міст Німеччини, де існує тролейбусне сполучення.
Індустріалізація XIX століття призвела до інтенсивного економічного зростання та сформувала сучасний образ міста.

## Економіка

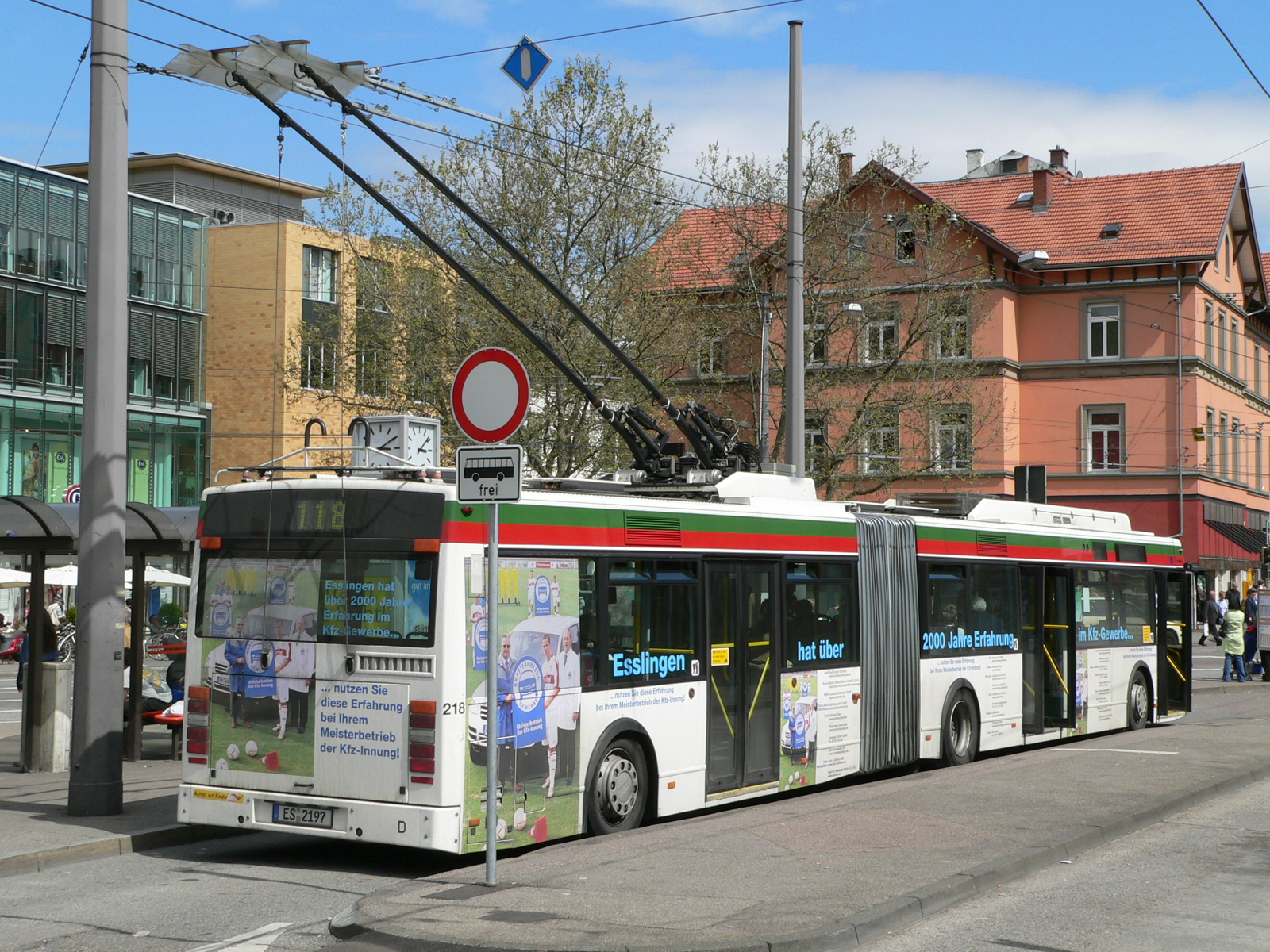
Тролейбус Van Hool в Есслінген-на-Некарі

Підприємства міста працюють головним чином у галузях комунальних послуг, електротехнічної промисловості, виробництва пневмосистем, автомобілебудування, машинобудування, засобів масової інформації та книговидання, забезпечуючи наявність близько 56 000 робочих місць.

## Культура

### Музеї
| - Stadtmuseum - Археологічний музей St. Dionys | - J.-F.-Schreiber-Museum - Вілла Меркель |

### Регулярні заходи
| - Карнавальна хода - Весняне свято - Свято полуниці - Свято цибулі | - Свято «Бурга» - Свято вина - Різдвяний та середньовічний ярмарки - Марш ринви |

## Міста побратими
- Кам'янець-Подільський, Україна
- Егер, Угорщина
- Молодечно, Білорусь
- Порт-Толбот, Великабританія
- Норрчепінг, Швеція
- Пйотркув-Трибунальський, Польща
- Східам, Нідерланди
- Чебойґан (округ, Вісконсин), США
- Удіне, Італія
- Веленє, Словенія
- В'єнн, Франція
- Коїмбатур, Індія
- Гіватаїм, Ізраїль

## Світлини

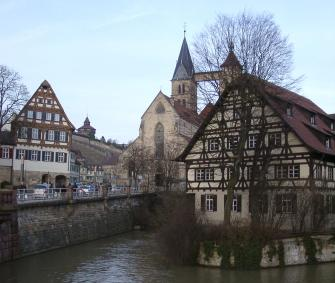
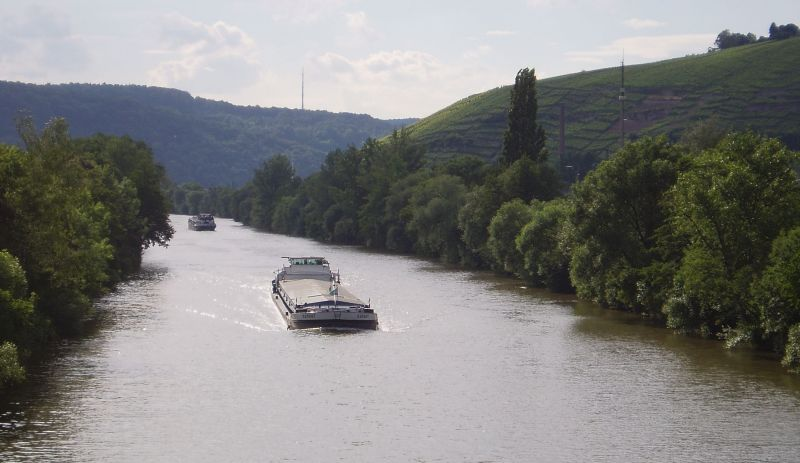
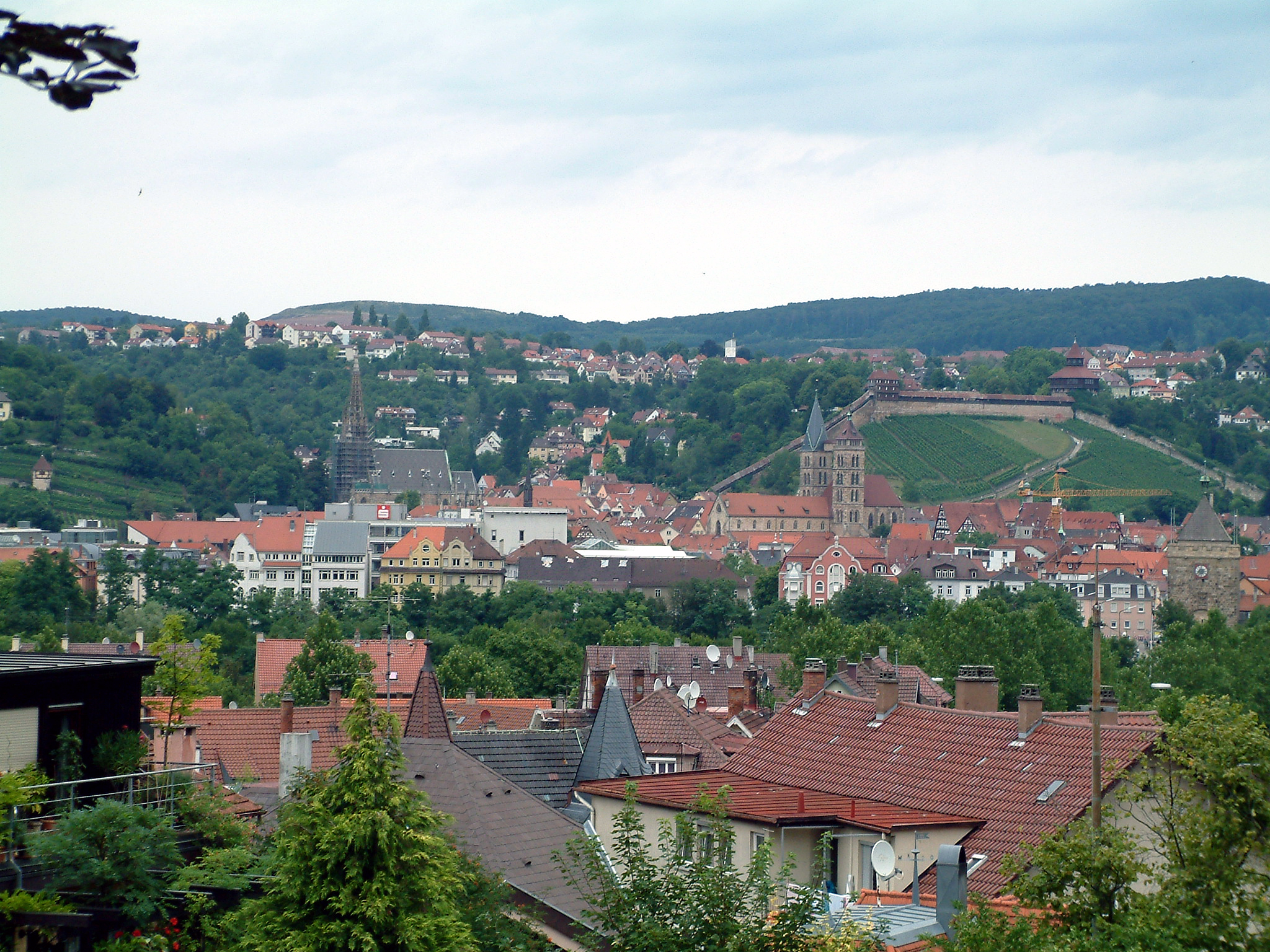
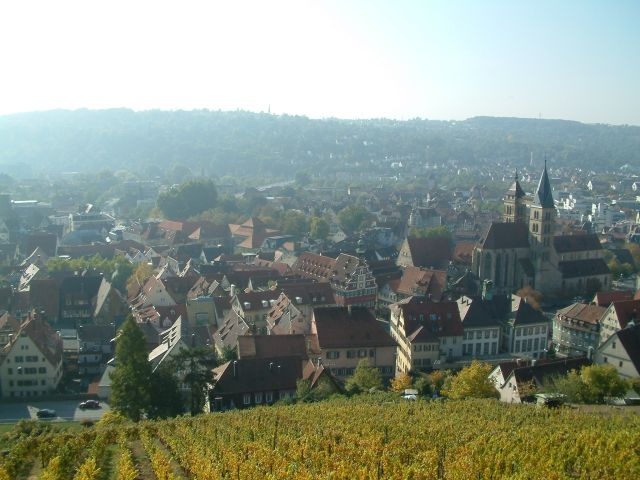
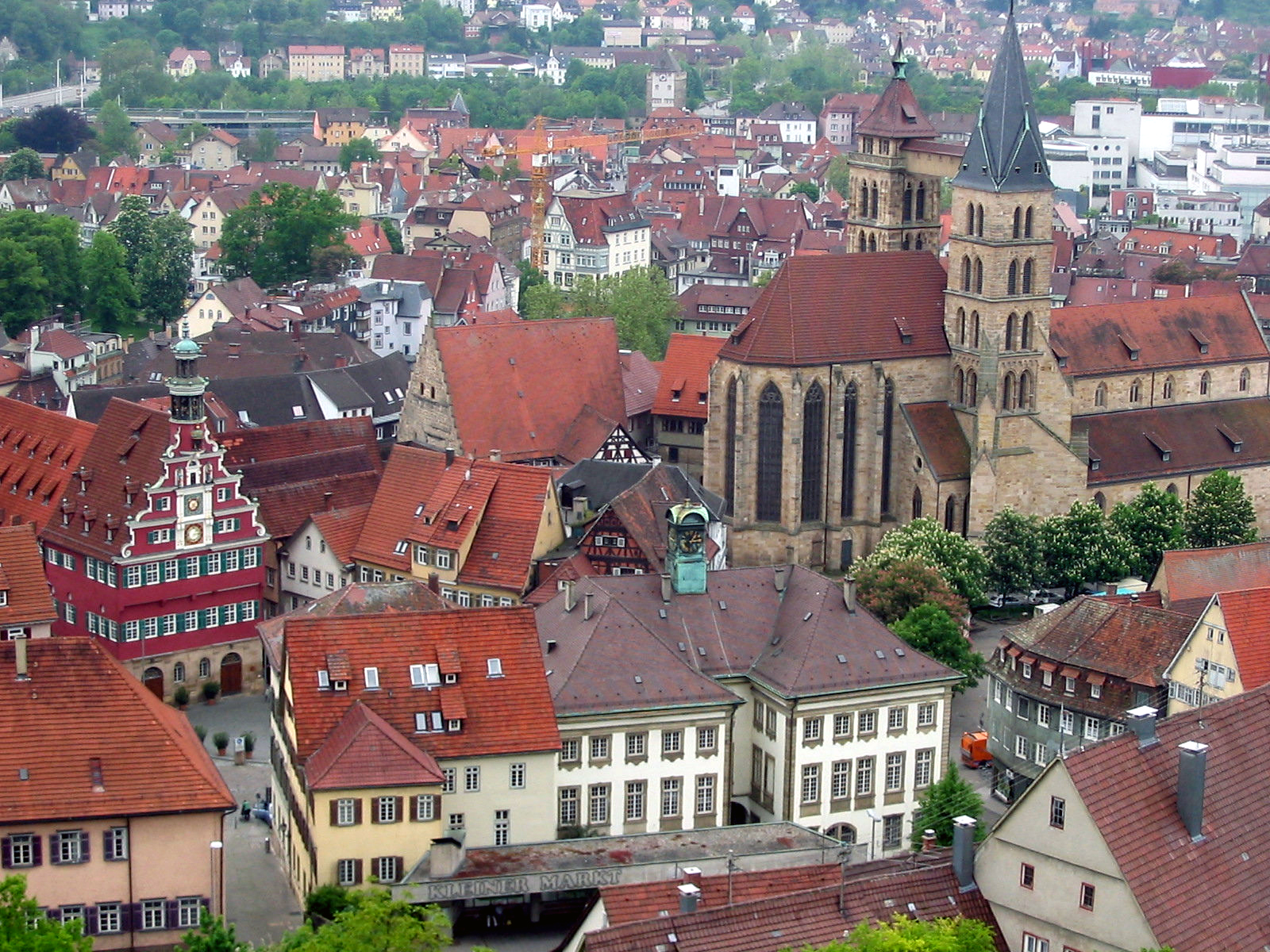
Ратуша
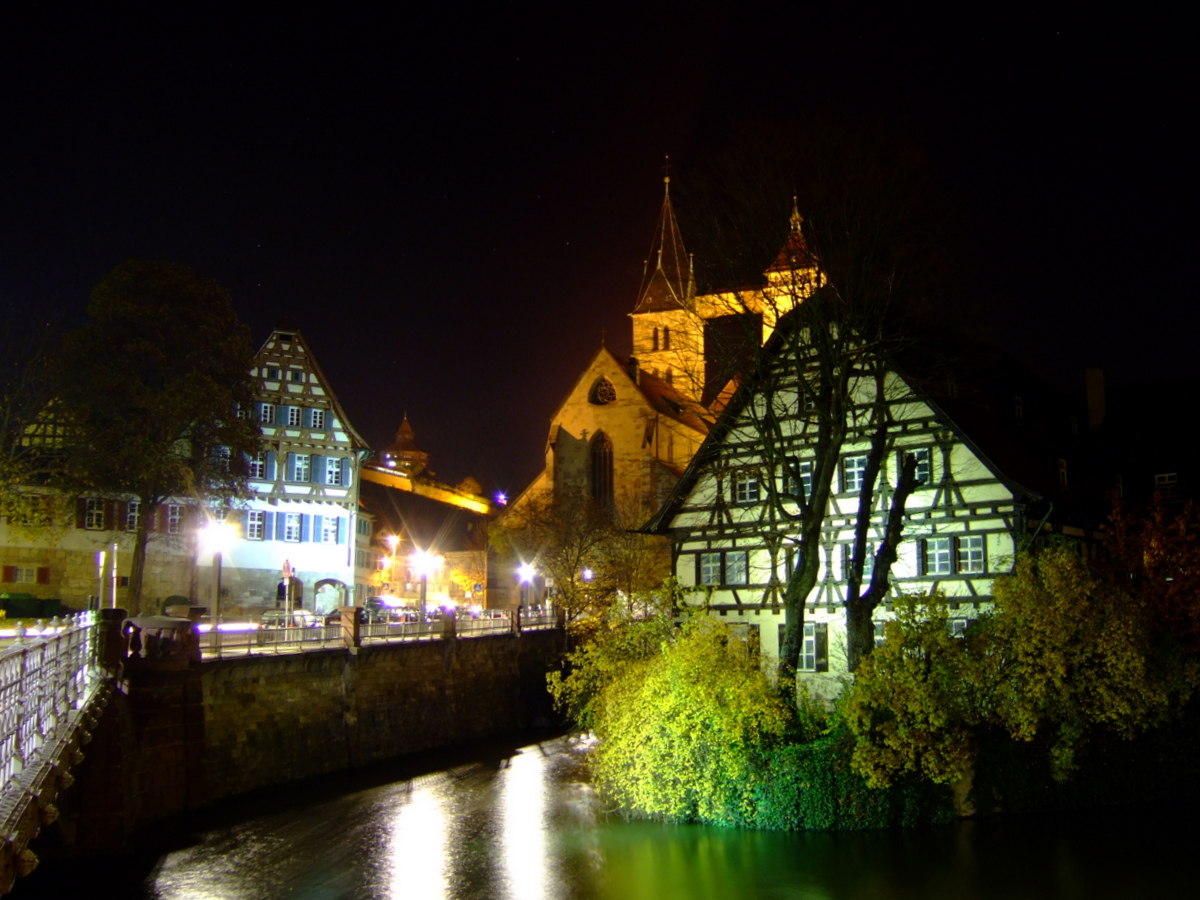
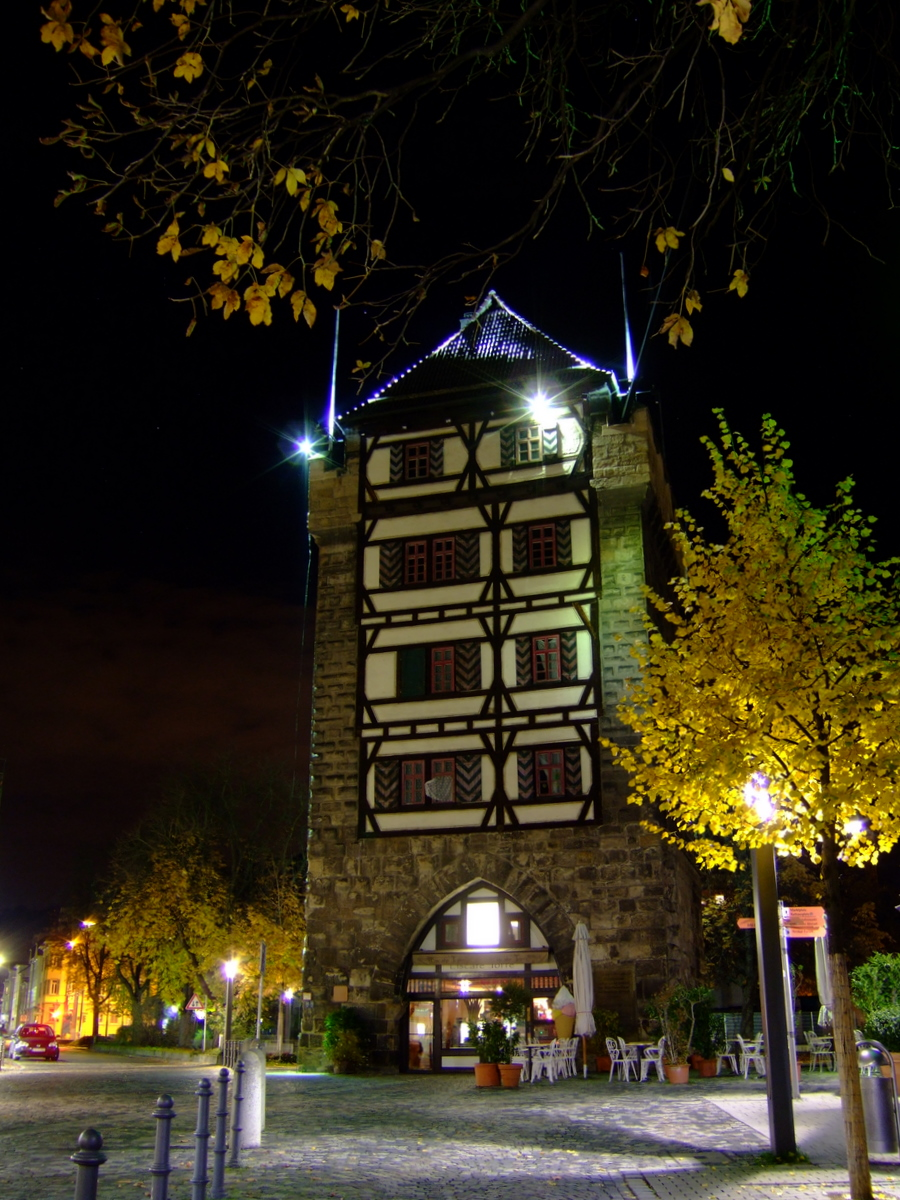
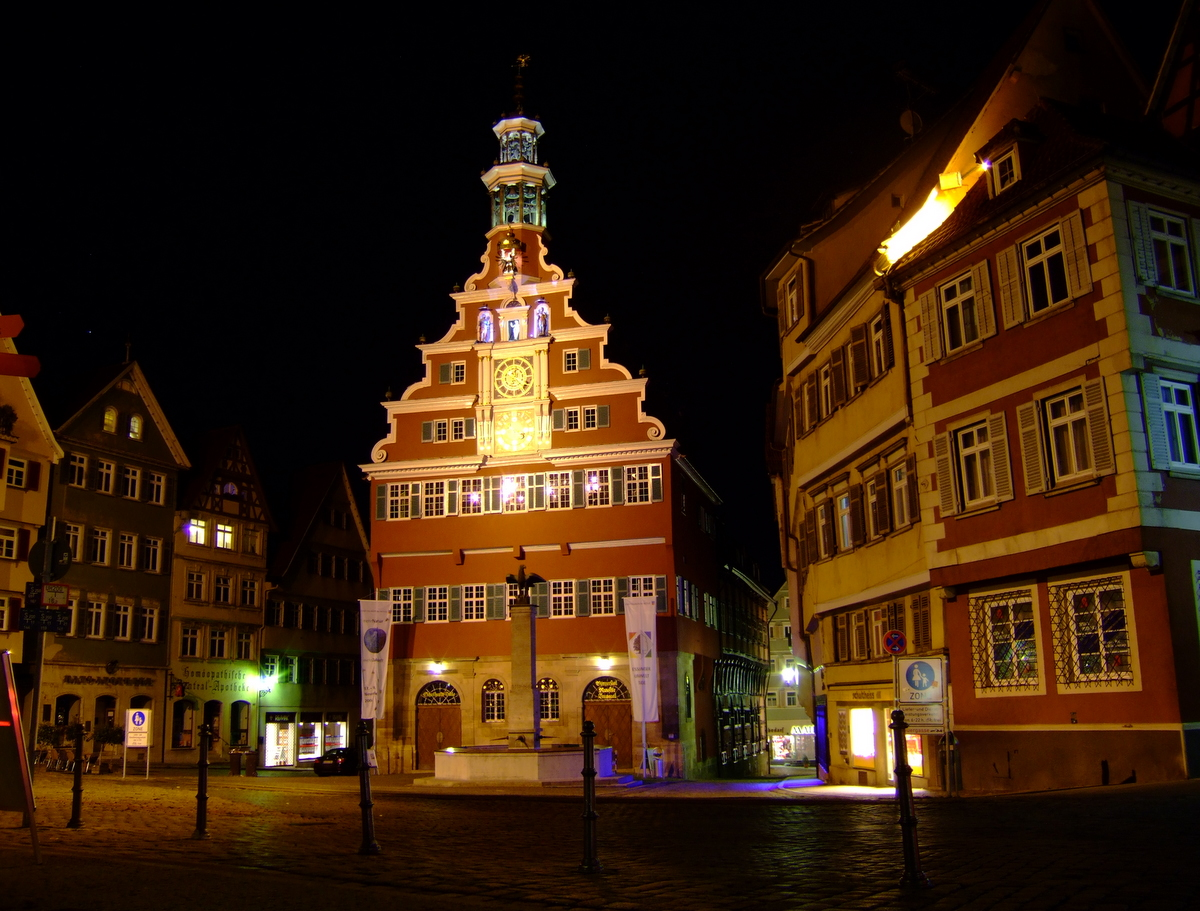
Ратуша
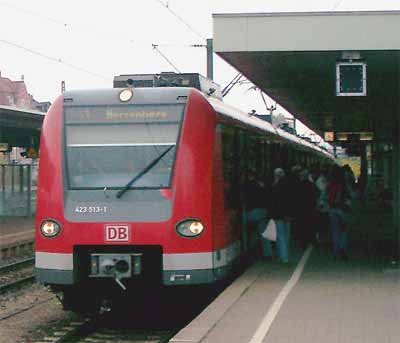
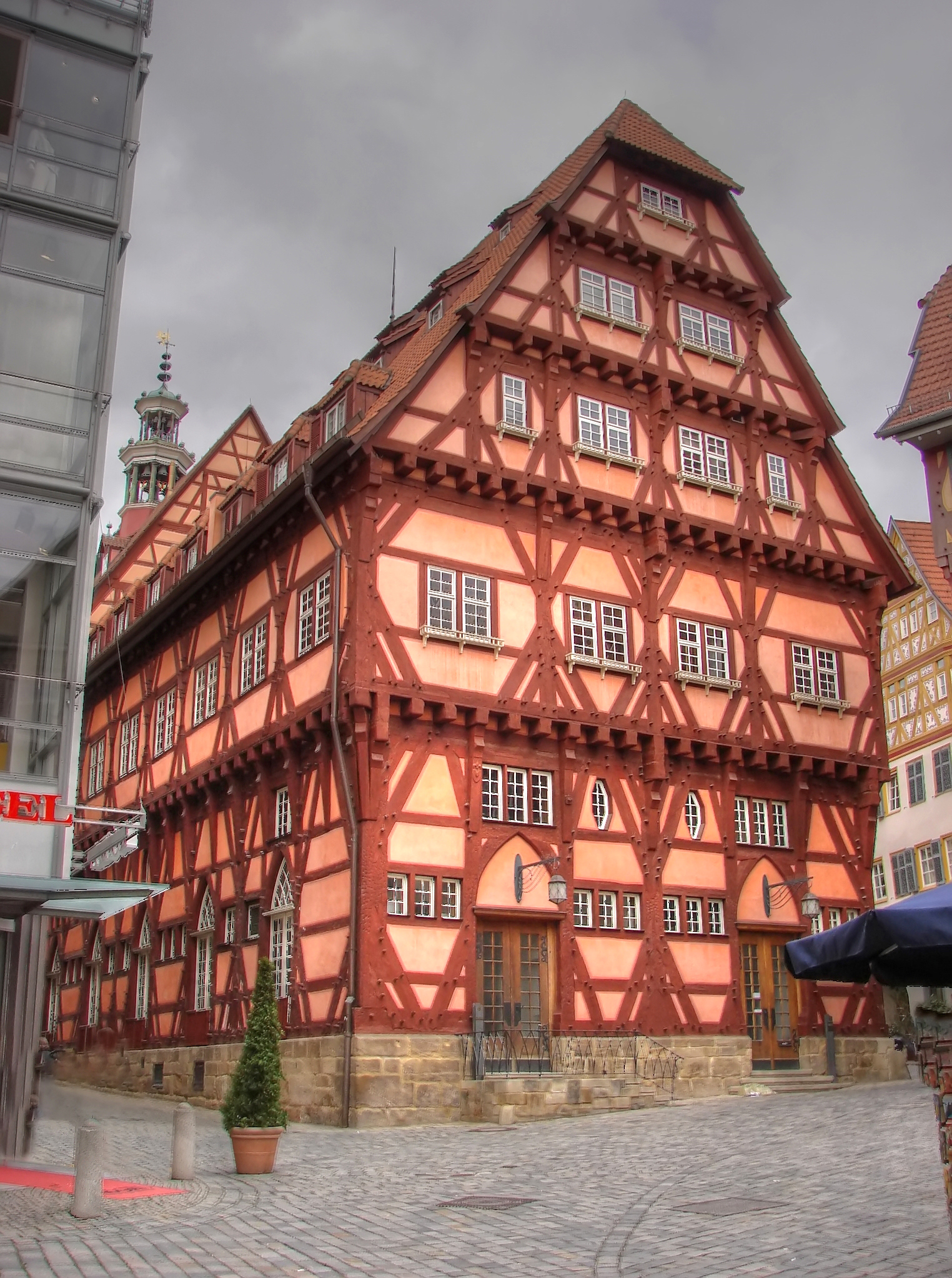
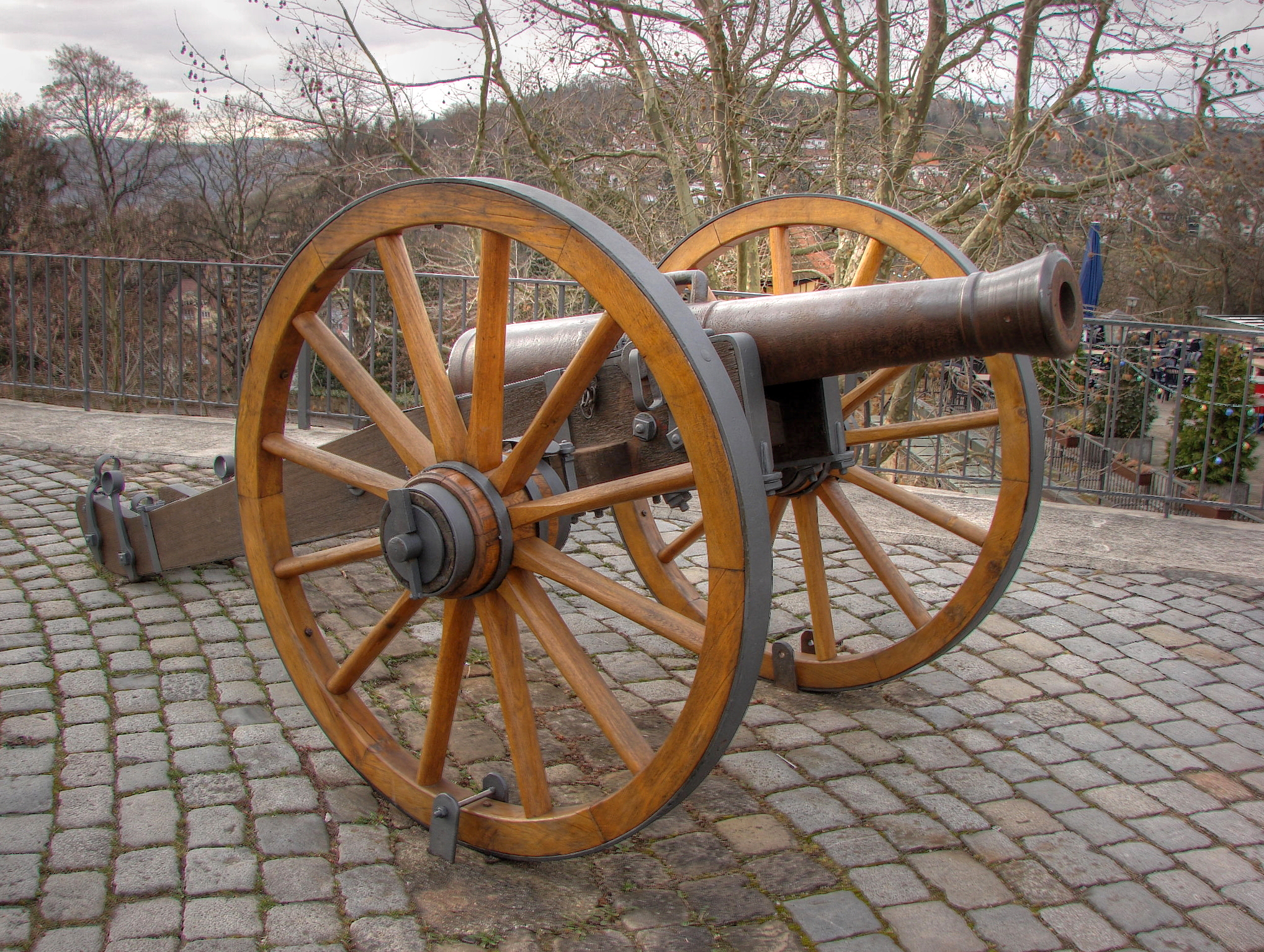
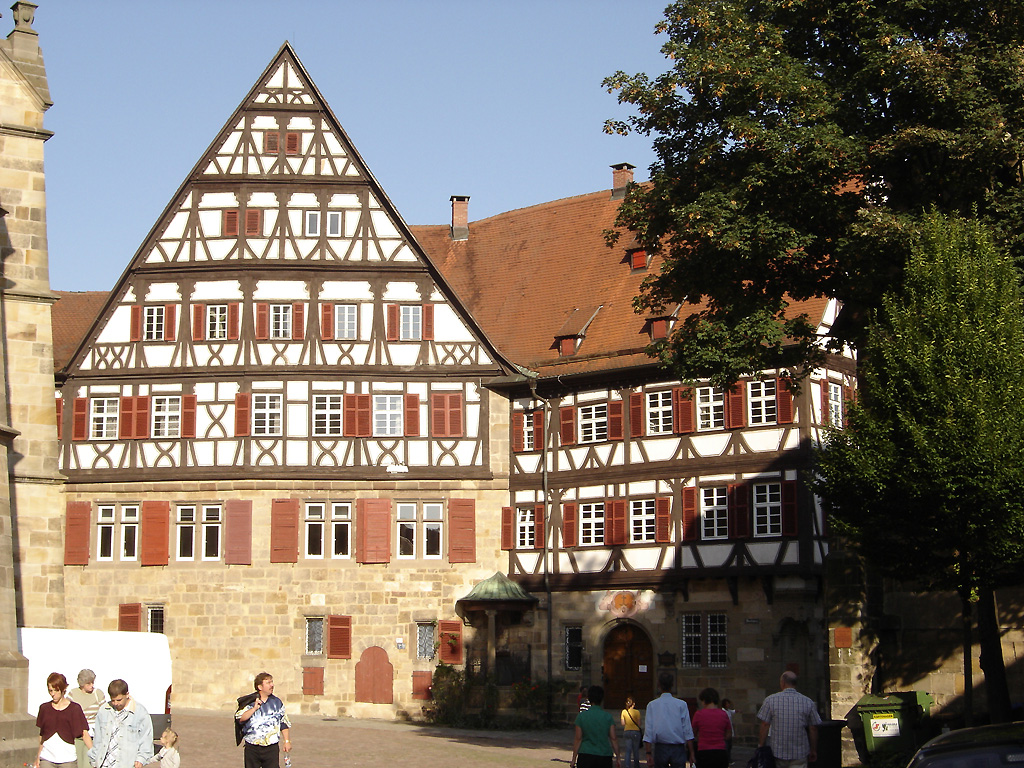
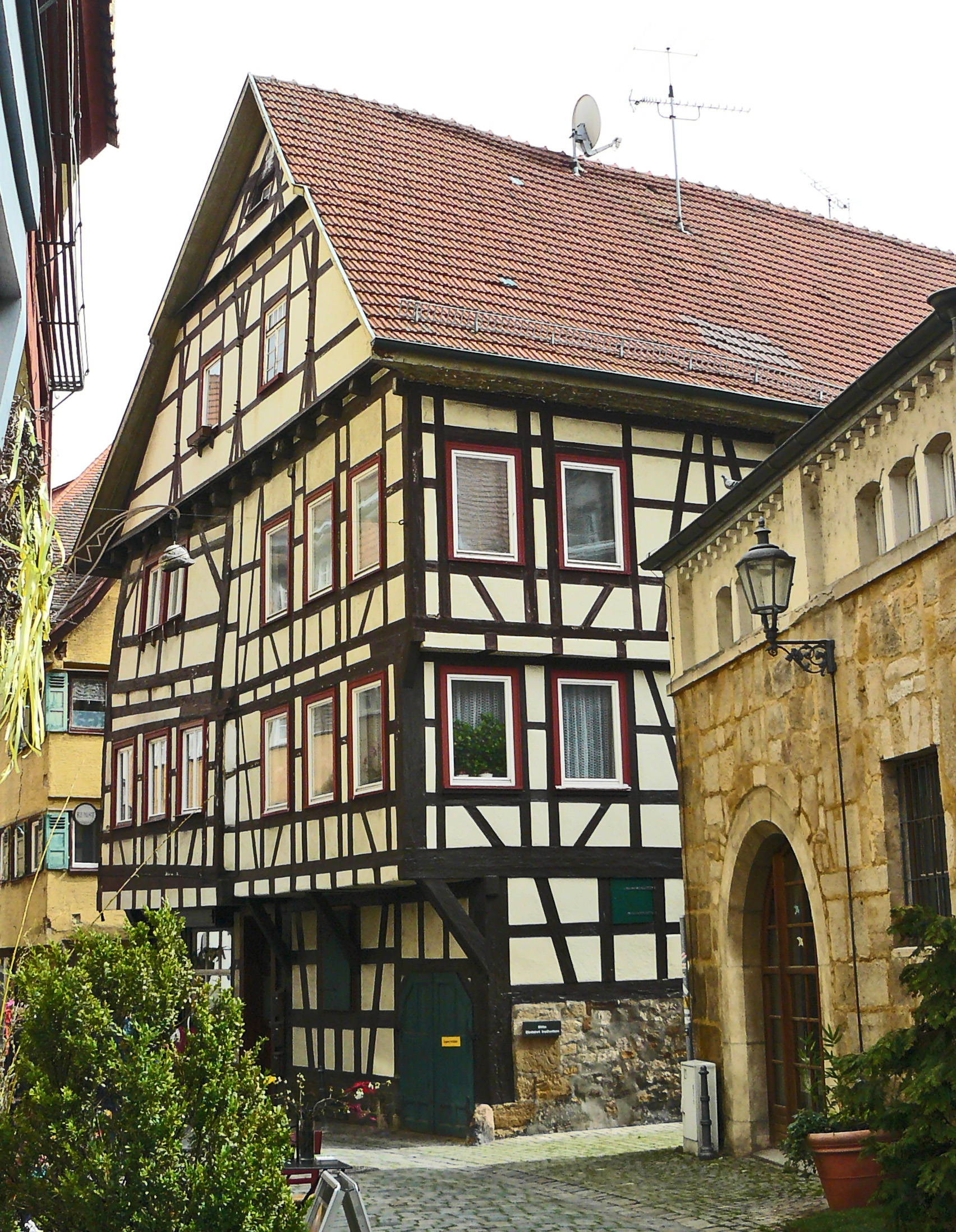
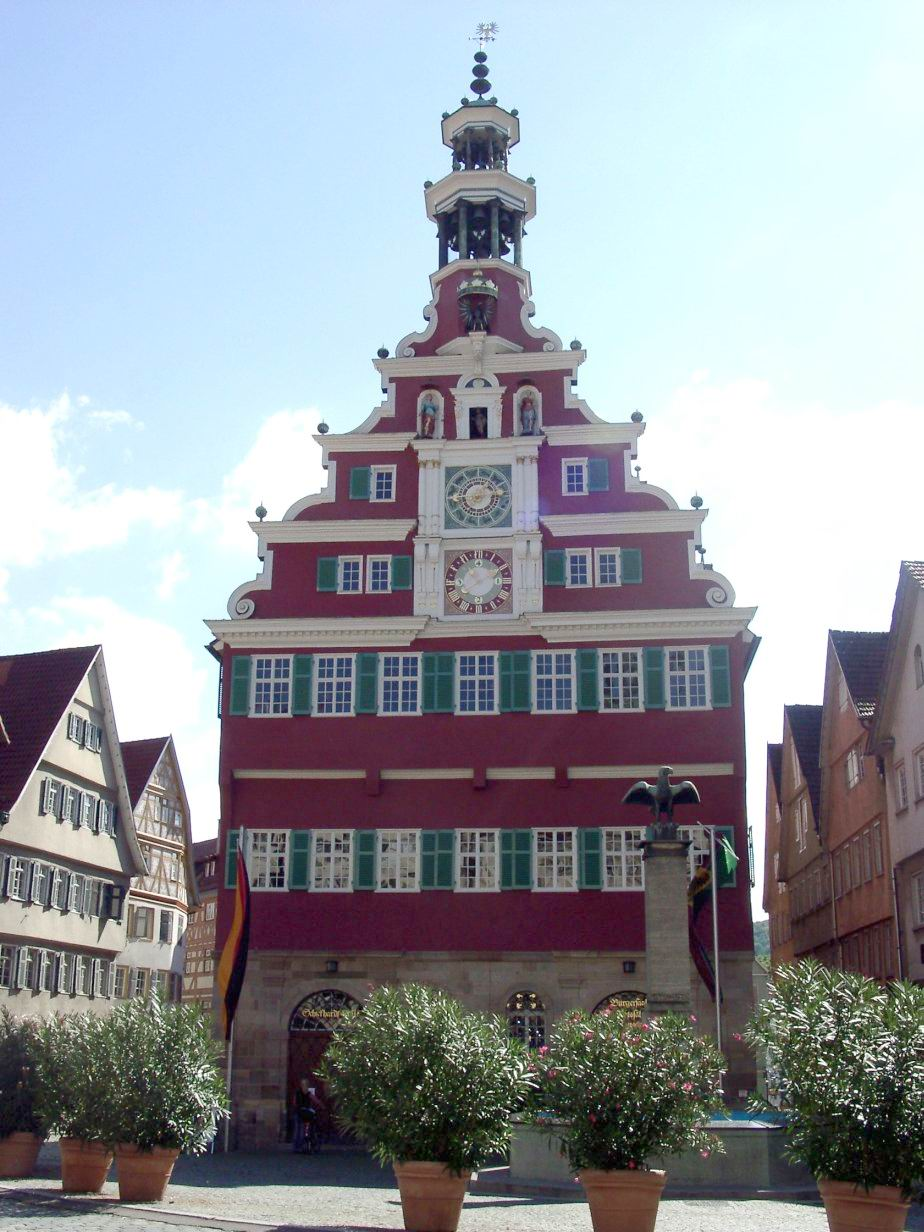
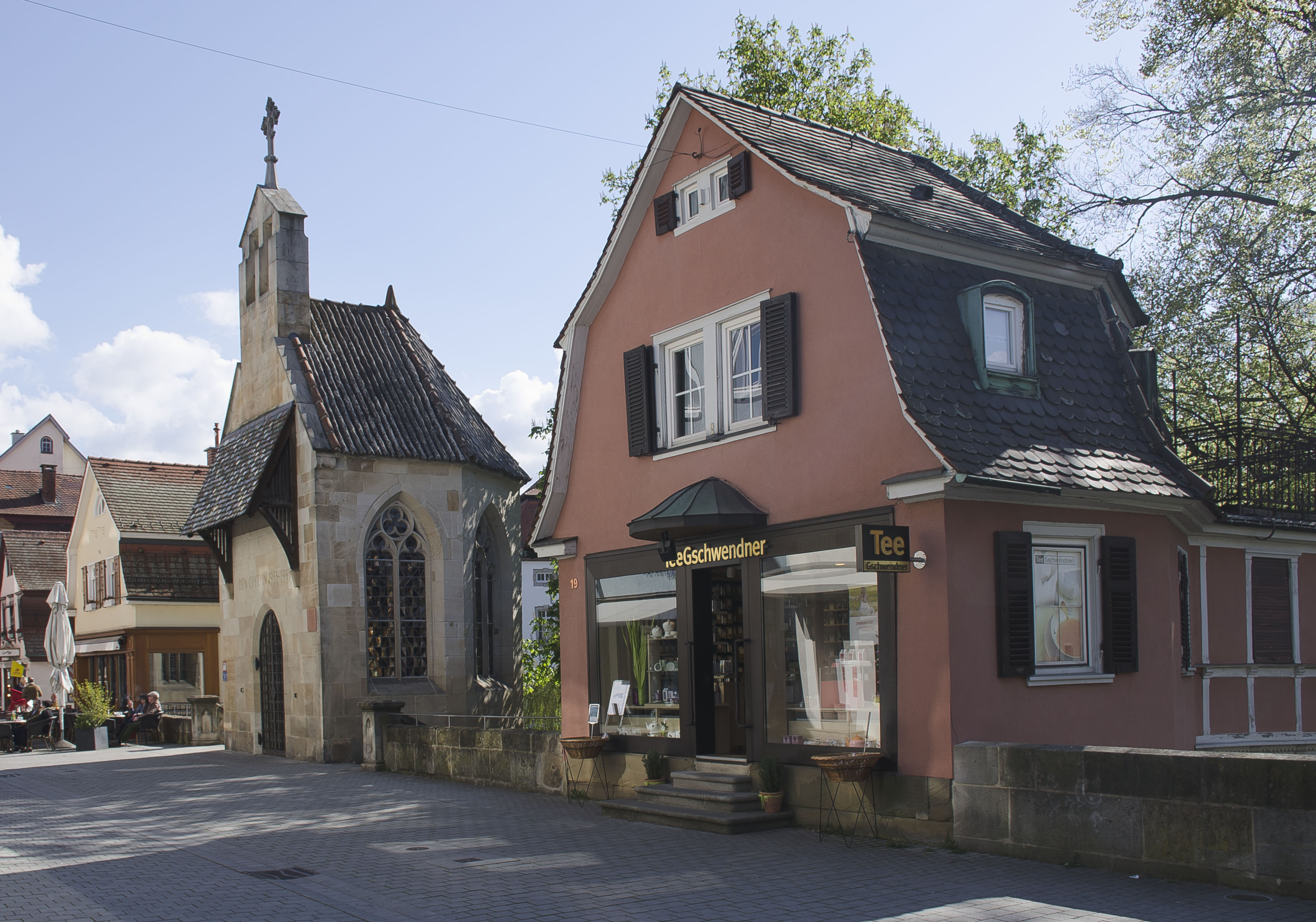
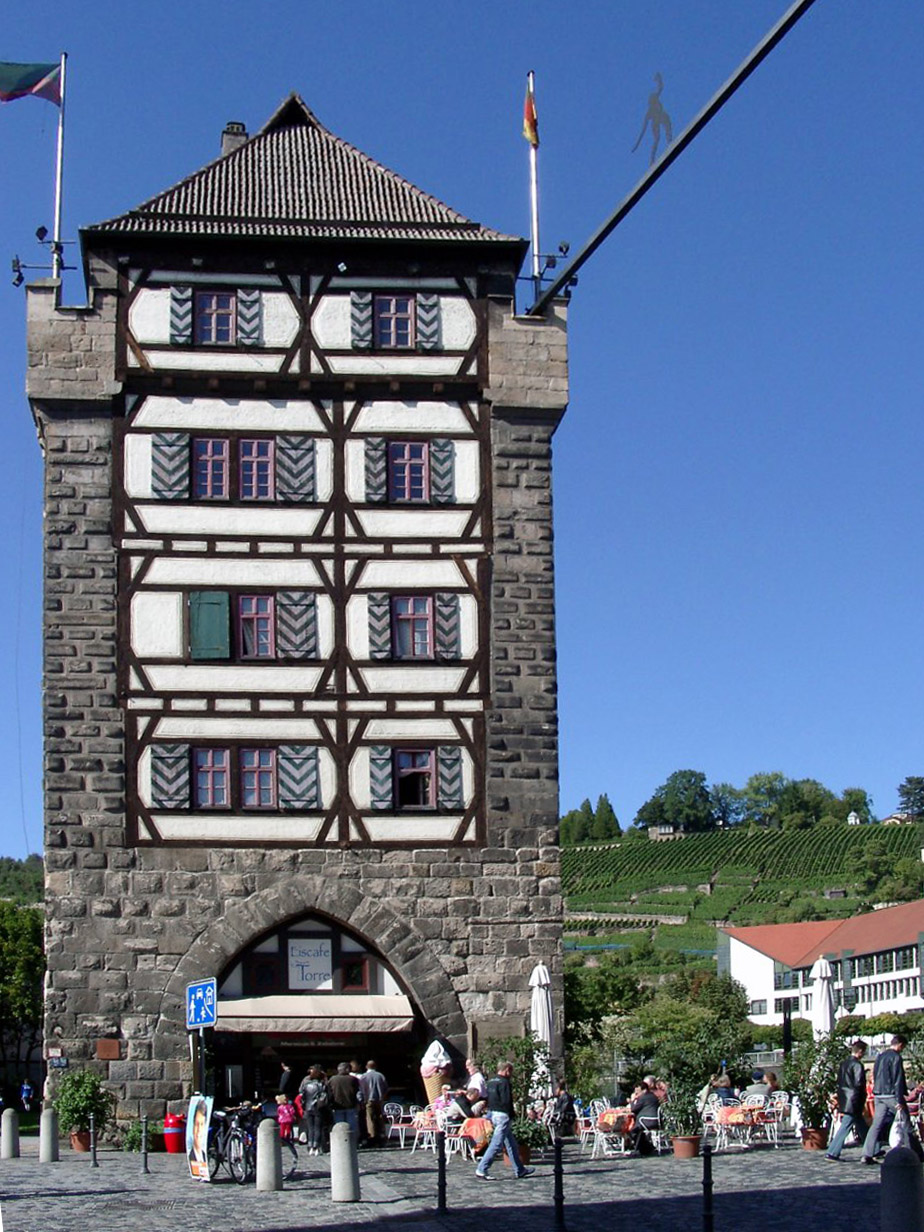
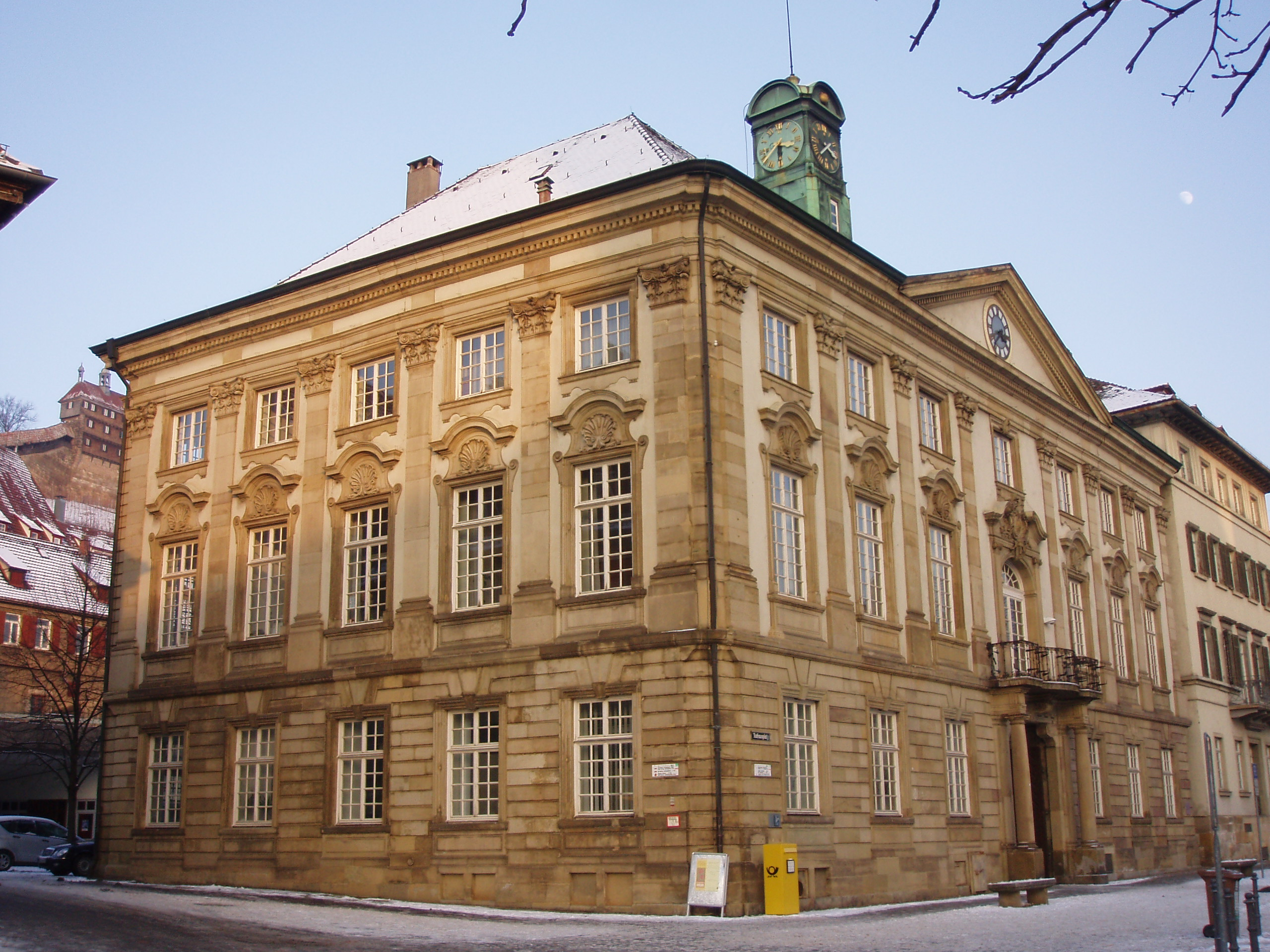
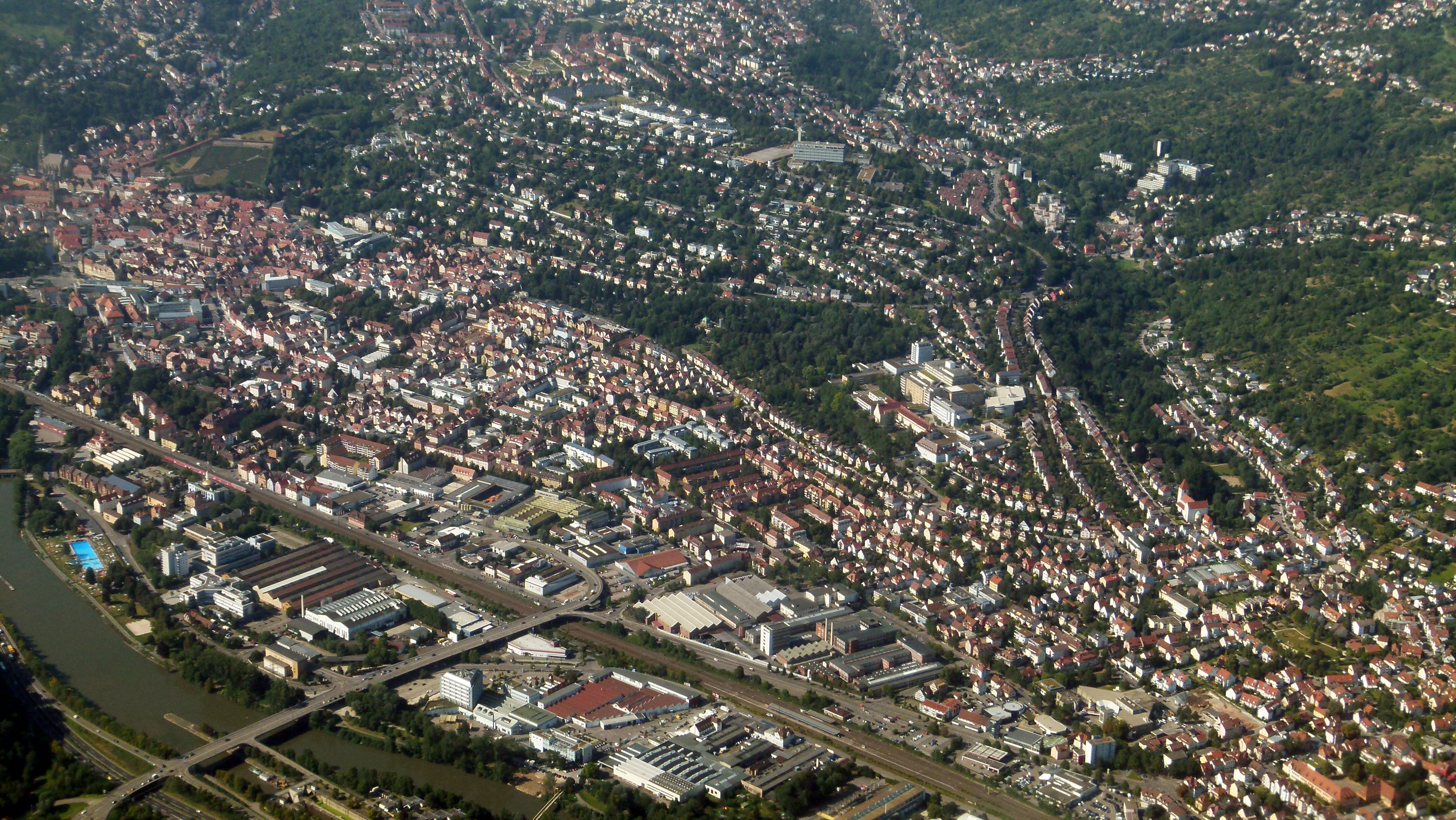